# Nordmaling
Nordmaling es un municipio de la provincia de Västerbotten, al norte de Suecia. El municipio abarca un área de 1233,6 km cuadrados. Tiene una población de 7663 habitantes de los cuales 3815 son hombres y 3848 son mujeres. la densidad de población asciende a 6 habitantes por km cuadrados. 